# 三鷹市立第六中学校
三鷹市立第六中学校（みたかしりつだいろくちゅうがっこう）は、東京都三鷹市にある公立中学校。小中一貫校のため東三鷹学園三鷹市立第六中学校としている。
所在地は東京都三鷹市新川 2丁目12番地17号

## 沿革
三鷹市立第五中学校の通学対象エリアの人口・生徒数増加により、新たに本校が1977年（昭和52年）4月1日創設された。創設時の新1年生は入学式として入学し、2年生と3年生は第五中からの転籍となった。三鷹市の東南エリアを通学区域として創設された。

## 特色
2008年より三鷹市立第一小学校、三鷹市立北野小学校と共に三鷹市立第6中学区（東三鷹学園）小中一貫校を開校した。
合唱祭はけやき祭と呼ぶ。

## 部活動
運動部
陸上部、野球部、サッカー部、水泳部、バドミントン部(男女)、女子バレーボール部、男子バスケットボール部、女子バスケットボール部、剣道部
文化部
吹奏楽部、美術部、家庭科部、ギター部、パソコン部、華道部
陸上部が毎年都大会などで活躍。

## 出身著名人
- 蝶野正洋 - プロレスラー
- 矢野謙次 - プロ野球選手
- 佐々木渉 - FC東京
- 小平智 ‐ プロゴルフ

## 交通アクセス
・JR東日本中央線吉祥寺駅下車
　小田急バス 吉02 新川宿 徒歩2分
・京王電鉄京王線千歳烏山下車
　小田急バス 吉02 天神前 徒歩3分
・三鷹シティーバス 仙01 六中前 徒歩2分